# Періодичні цикади
Періоди́чні цика́ди (Magicicada) — рід цикад із 13- та 17-річними життєвими циклами, поширених у східній Північній Америці. Ці комахи демонструють унікальну комбінацію довгих життєвих циклів, періодичності і масових появ. Вони також відомі під назвою «сімнадцятирічна сарана», хоча еволюційно з цією комахою не пов'язані.

## Класифікація
Існує сім визначених видів роду. Три види мають 17-річний цикл і чотири — 13-річний, ці види належать до 3-х клад, кожна з яких містить як 17-річні, так і 13-річні види:
- група cassini
  - Magicicada cassini (17-річна, Linnaeus, 1758)
  - Magicicada tredecassini (13-річна, Alexander and Moore, 1962)
- група decim
  - Magicicada neotredecim (13-річна, Marshall and Cooley, 2000)
  - Magicicada septendecim (17-річна, Fisher)
  - Magicicada tredecim (13-річна, Walsh and Riley, 1868)
- група decula
  - Magicicada septendecula (17-річна, Alexander and Moore, 1962)
  - Magicicada tredecula (13-річна, Alexander and Moore, 1962)

17-річні цикади дещо більш поширені і частіше трапляються в північно-східних штатах США, тоді як 13-річні — у південних.

## Опис
Періодичні цикади дещо менші за розміром за звичайних річних цикад. Дорослі комахи мають розмір від 2,5 до 3 см. Вони чорні, з червоними очима і жовтими або оранжевими смугами на нижній стороні. Крила прозорі і мають оранжеві вени.
Ці комахи не кусають і не жалять, не переносять збудників хвороб і не є отруйними. Вони практично не завдають шкоди рослинності, проте молоді рослини можуть постраждати через надмірне живлення періодичних цикад та відкладення яєць. Зазвичай не радять саджати нові дерева та кущі безпосередньо перед появою періодичних цикад. Дорослі рослини зазвичай легко переносять пошкодження навіть під час появи великої кількості комах.

## Виводки

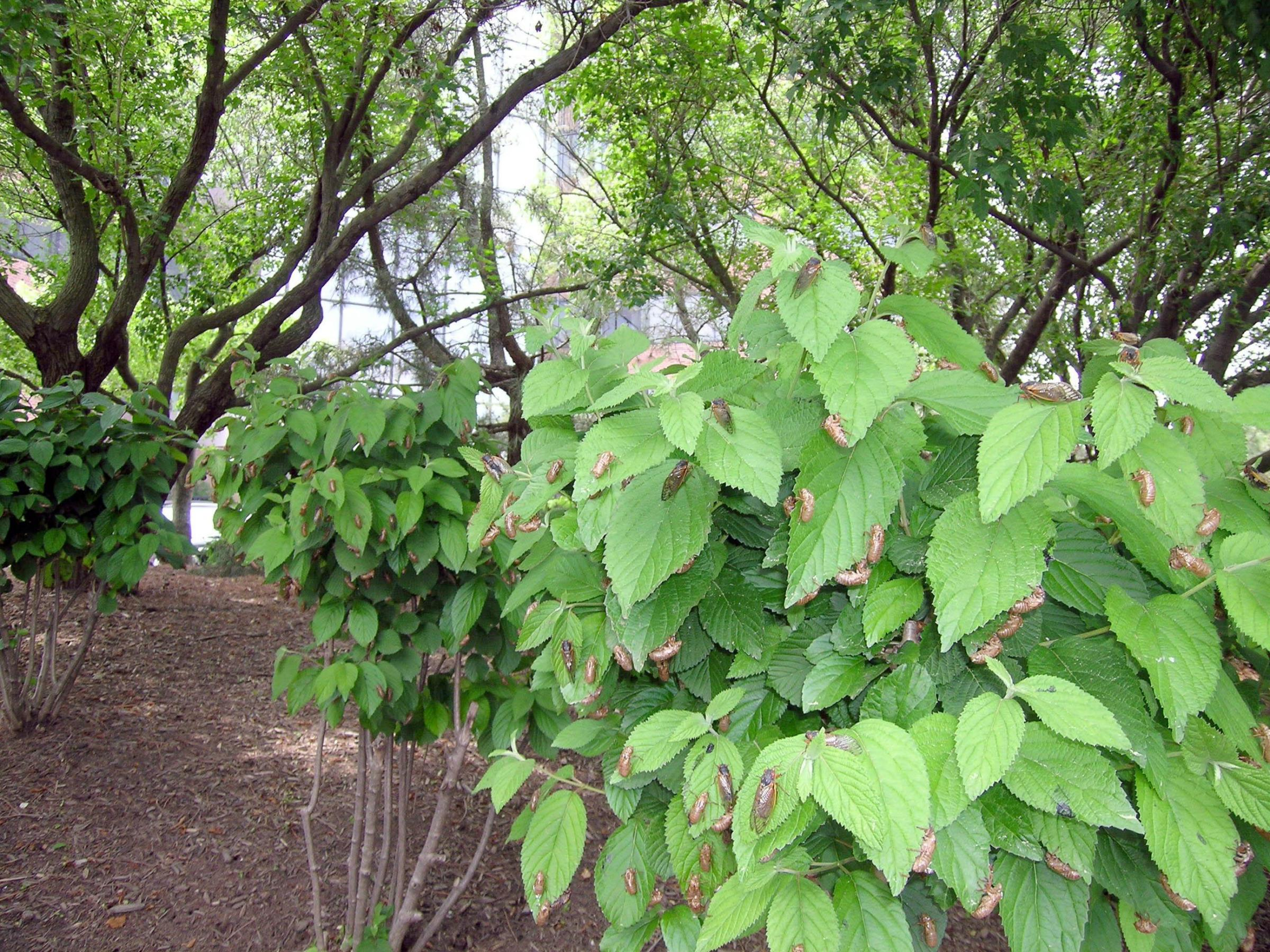
Періодичні цикади на листях (личинки та імаго)

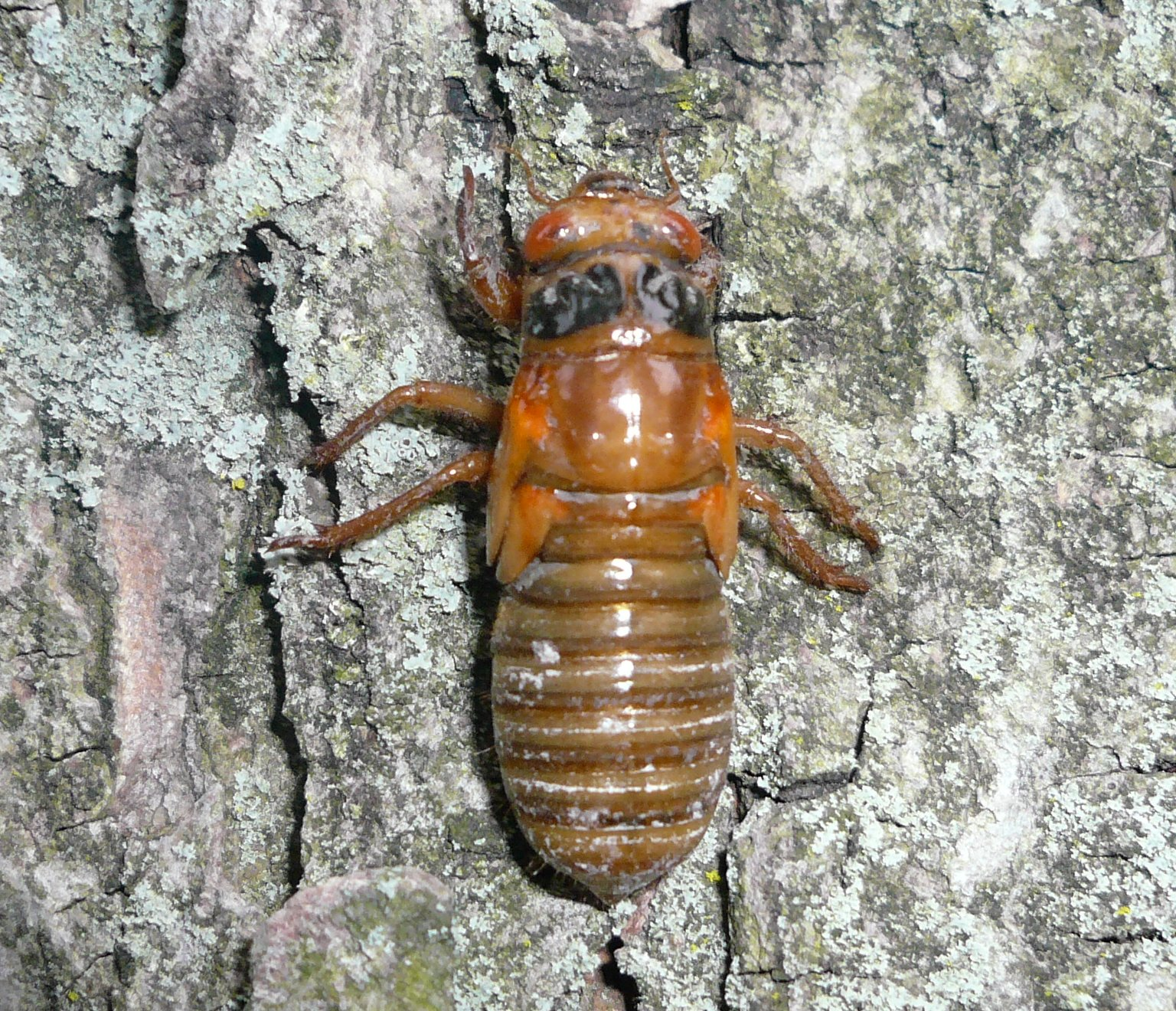
Цикада до завершення линяння

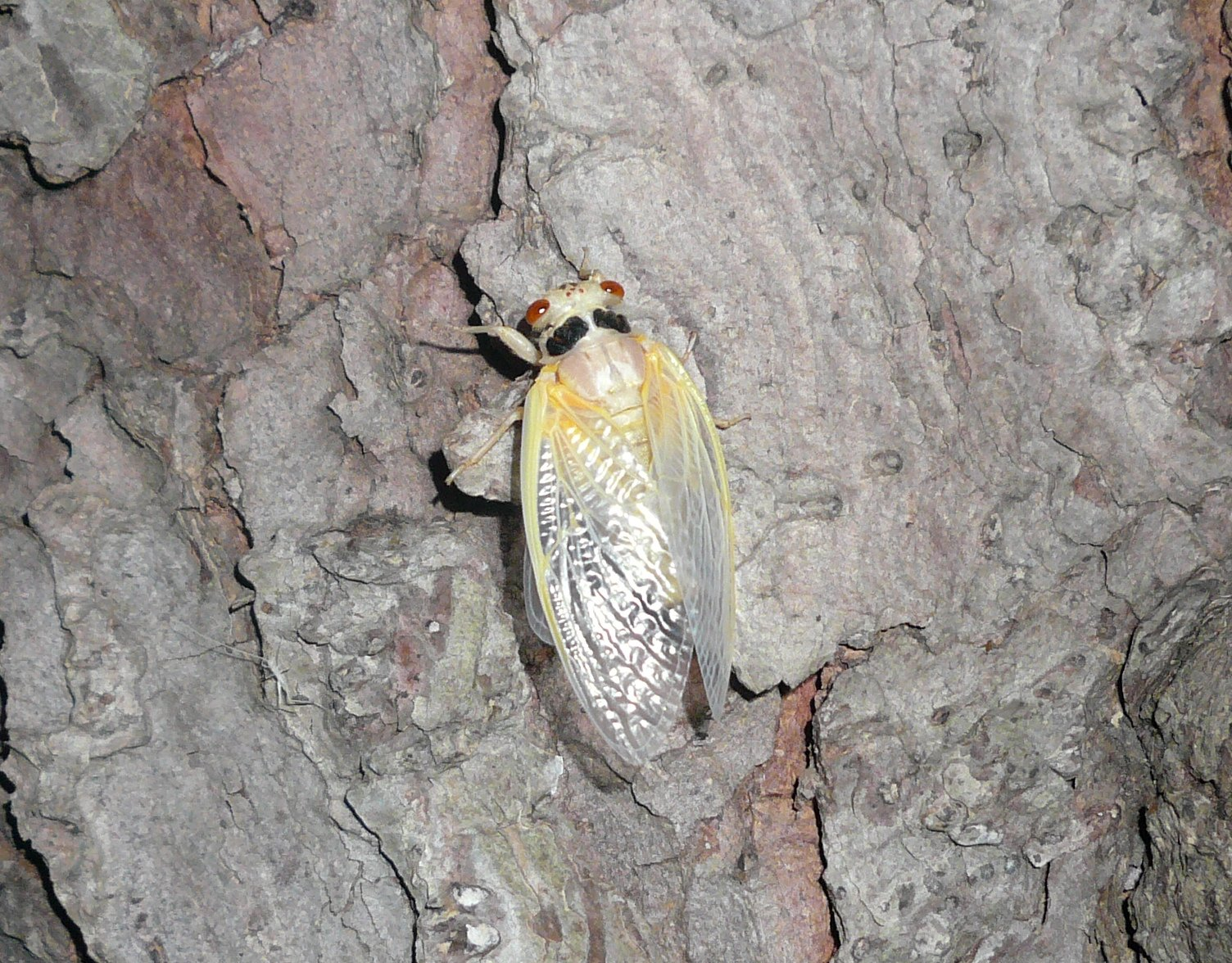
Цикади XIII виводку одразу після линяння

Ентомологи класифікують періодичних цикад у 30 так званих «виводків» (англ. broods), враховуючи рік, коли вони з'являються. Виводки пронумеровані з використанням римських цифр. Виводки від I до XVII — сімнадцятирічні цикади, а виводки від XVIII до XXX — тринадцятирічні. Багатьох з цих виводків у природі не існує, але номери зберігаються для зручності. Ця схема була введена К. Мартлатом (C.L. Martlat) у його класичному дослідженні цих комах 1907 року. Фактичне число ідентифікованих виводків з того часу — 15.
Виводок III (виводок Iowan) востаннє з'являвся в 1997 році; його наступна поява відбудеться в 2014. Виводок IX з'являвся в 2003 році, виводок X (великий східний виводок), сімнадцятирічний виводок, поширений у штатах Нью-Йорк, Північна Кароліна, Іллінойс і Мічиган на північному сході США, з'являвся у травні 2004 року. Виводок X є найбільшим з виводків періодичних цикад, він з'явиться знову в 2021 році. Нещодавній виводок — виводок XIII або північний іллінойський виводок. Після сімнадцятирічної паузи, цей виводок з'явився в 2007 році в Іллінойсі й частинах штатів Айова, Вісконсин, Мічиган та Індіана. Також поява цикад відбулася в північному Іллінойсі у травні 2006 року.

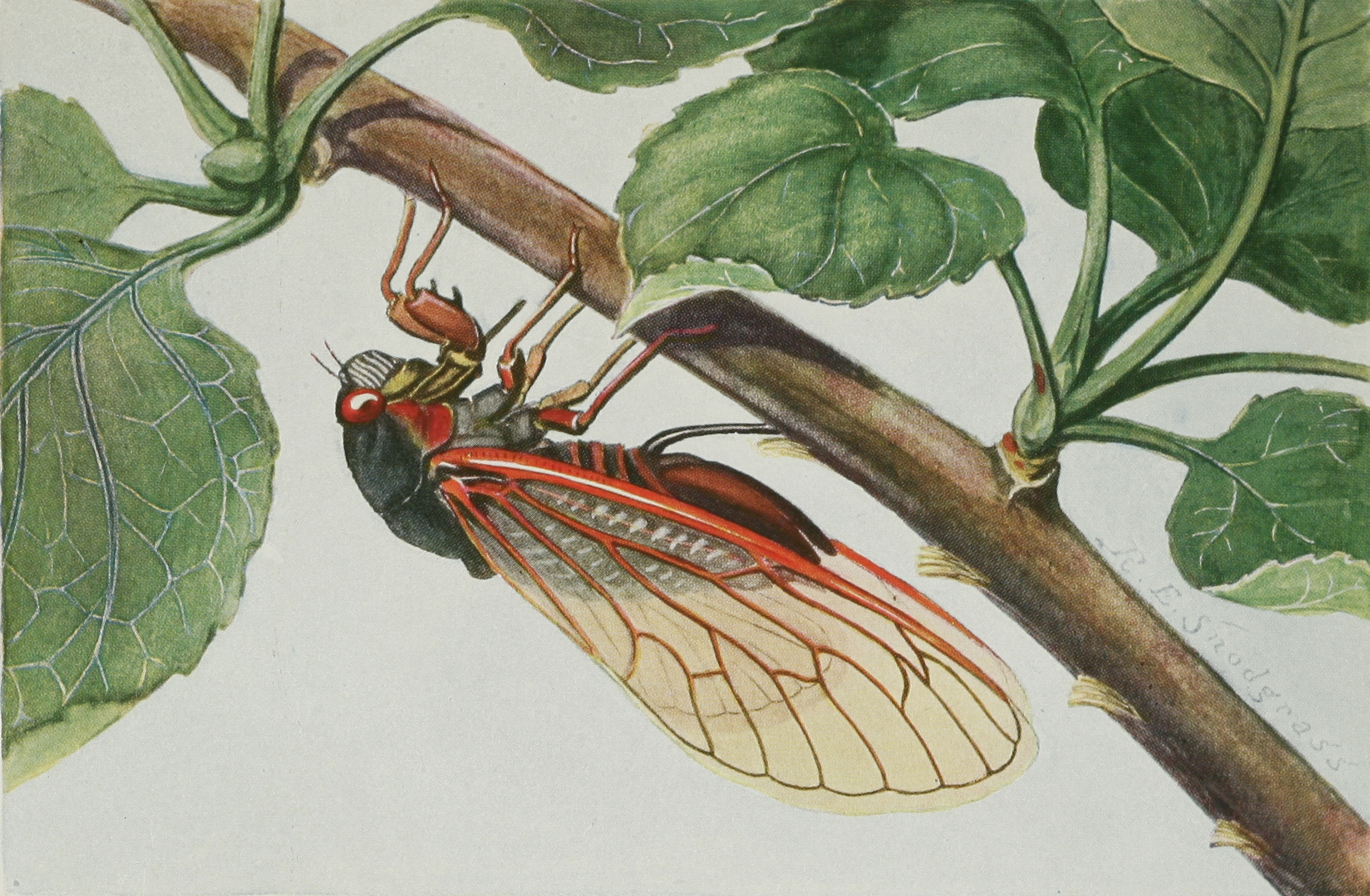
Magicicada septendecim

Наступним тринадцятирічним виводком буде виводок XIX (великий південний виводок) в 2011 році у штатах Середнього Заходу Меріленд і Вірджинія. Виводок XXIII (виводок нижньої долини річки Міссісіпі) — інший тринадцятирічний виводок, він востаннє з'являвся в 2002 році і повторно з'явиться в 2015. Виводок VII є ізольованою популяцією північної частини штату Нью-Йорк і складається тільки з М. septendecim. Він з'являвся в 2001 році, його наступна поява відбудеться в 2018.

## Життєвий цикл

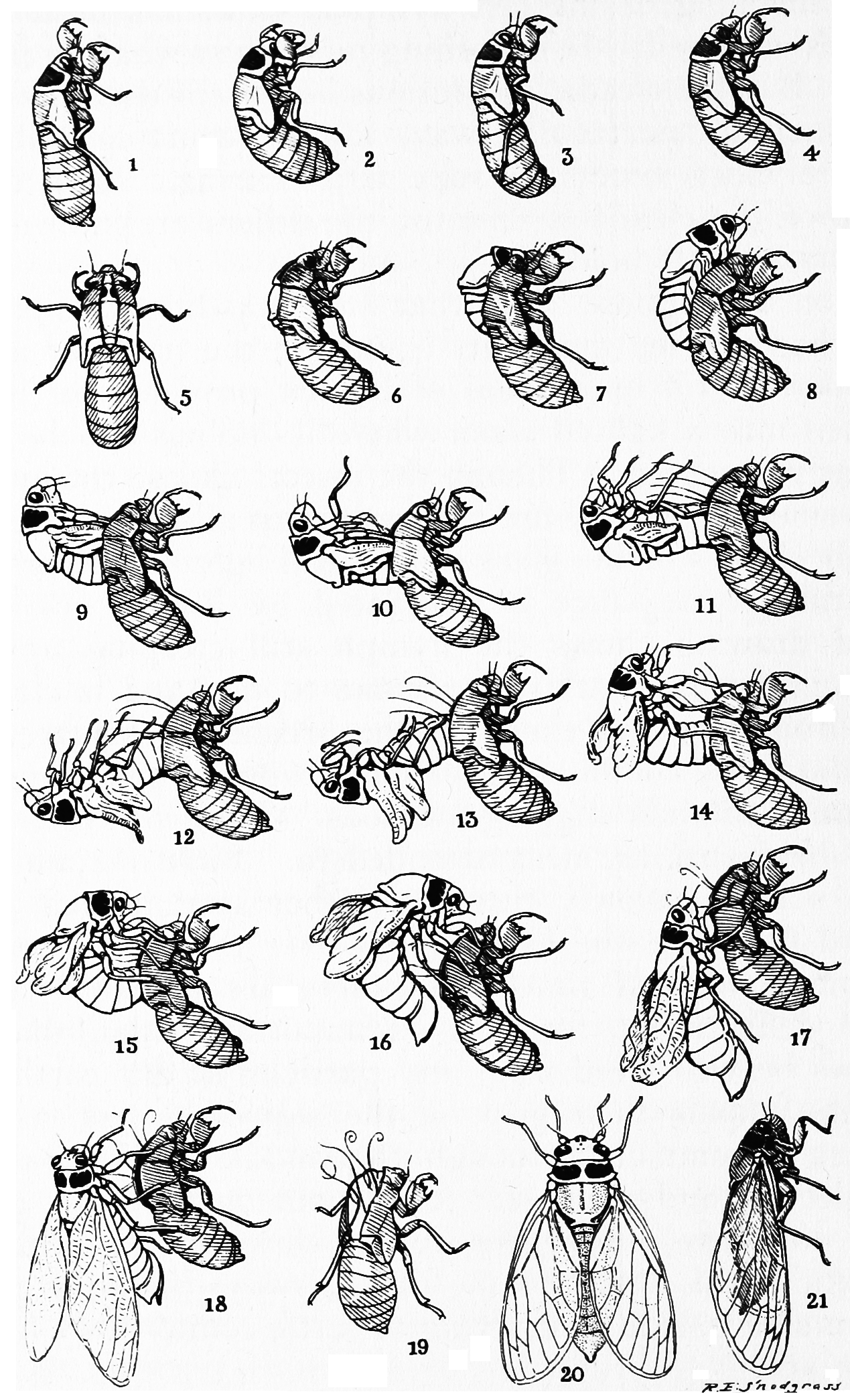
Метаморфоз періодичної цикади від зрілої німфи до дорослої комахи

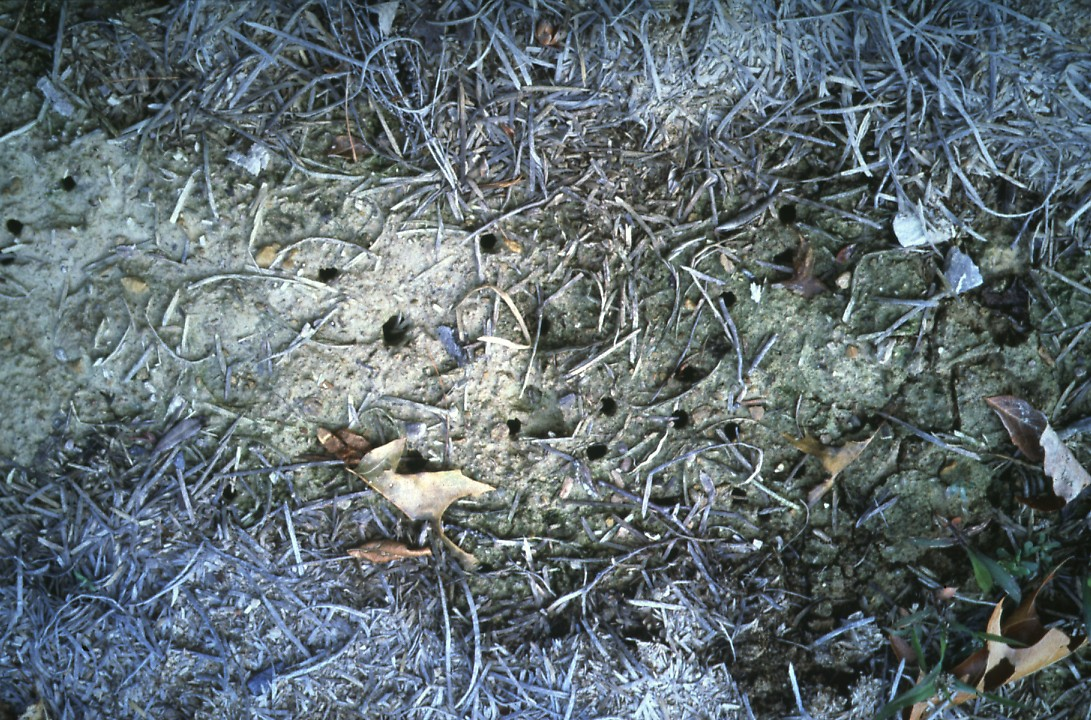
Тунелі для виходу цикад на поверхню

Личинки періодичних цикад живуть під землею на глибині від 30 см і більше, живлячись соками коріння рослин. Вони залишаються нерухомими і проходять через п'ять стадій розвитку (перетворюючись на німф) перед будівництвом тунелю для виходу навесні 13-го або 17-го року свого життя. Ці тунелі мають діаметр близько 1—1,5 см.

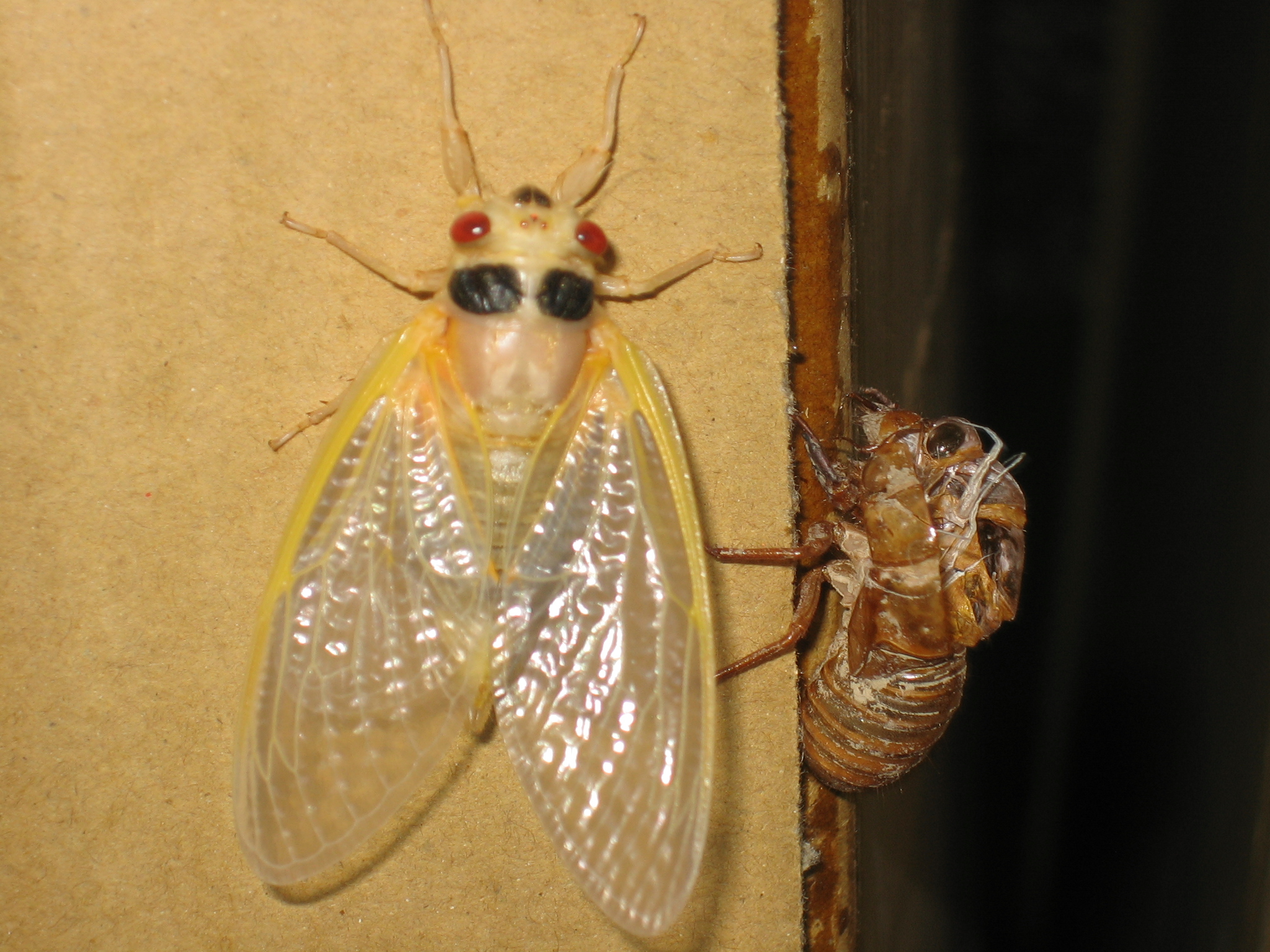
Періодична цикада на кінцевій стадії линяння до зміцнення структури екзоскелета

Німфи з'являються надвечір, коли температура ґрунту вища за 17 °C, і забираються на сусідні рослини, щоб завершити своє перетворення на дорослих цикад. Вони ще раз перетворюються, після чого проводять близько шести днів на листі, очікуючи остаточного зміцнення свого екзоскелета. Одразу після цього комахи мають білий колір, але темнішають протягом години.

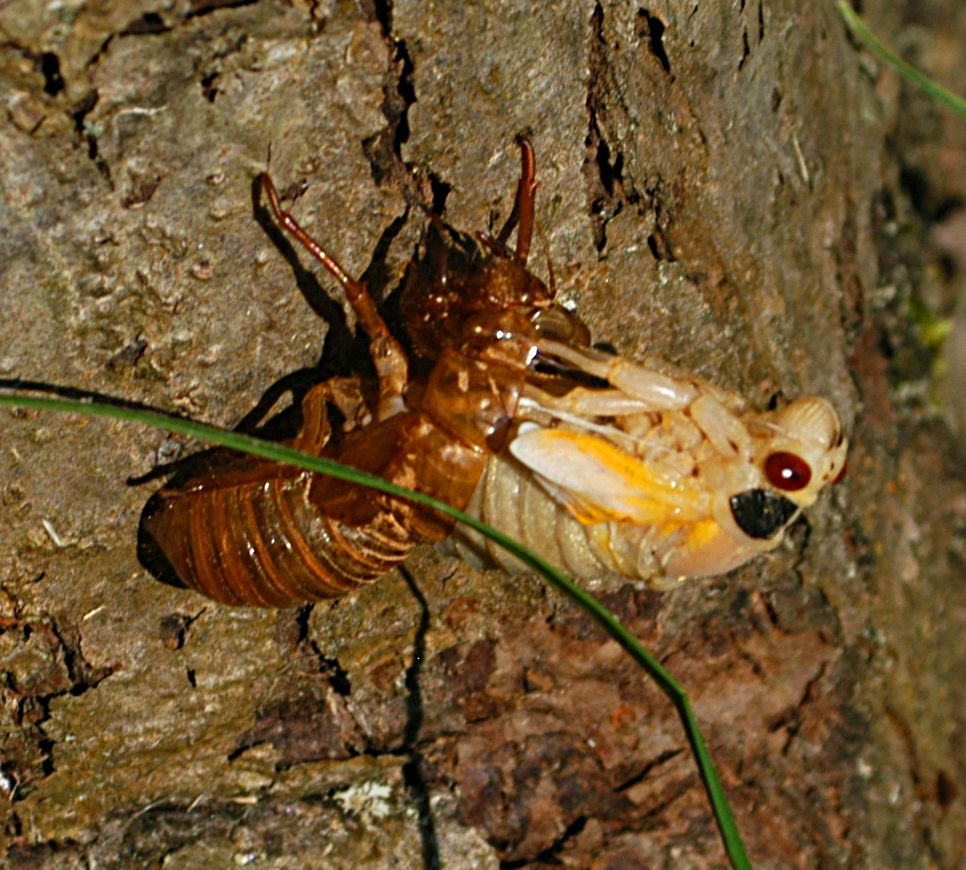
Періодичні цикади під час линяння

Німфи з'являються у великих кількостях практично одночасно, іноді щільність популяції перевищує 370 особин на м². Їх масова поява — міра життєзабезпечення за допомогою «пересичення хижаків»: протягом першого тижня після появи, періодичні цикади — легка здобич для плазунів, птахів та невеликих ссавців (вивірок, котів та інших). Механізм виживання цикад — просто переповнити хижаків великим числом комах, гарантуючи виживання більшості індивідуумів і, в результаті, виду в цілому. Існує гіпотеза, що період появи великої кількості цикад (13 і 17 років) також є частиною стратегії — зменшити можливість потенційних хижаків, що очікують на появу комах, синхронізувати розмір своїх власних популяцій із періодами появи цикад.
Дорослі періодичні цикади живуть тільки кілька тижнів — до середини липня, коли вони повністю вмирають. Їх недовговічність у дорослому стані пояснюється одною метою їх життя — розмноженням. Подібно до інших цикад, самці «співають» пісні. Приваблюючи самиць, вони видають дуже гучні звуки. Самиці відповідають на виклики самців періодичними клацаннями крил, що стимулює самців до парування. Звуки «хору» багатьох самців можуть приголомшити і сягають рівня 100 децибел.

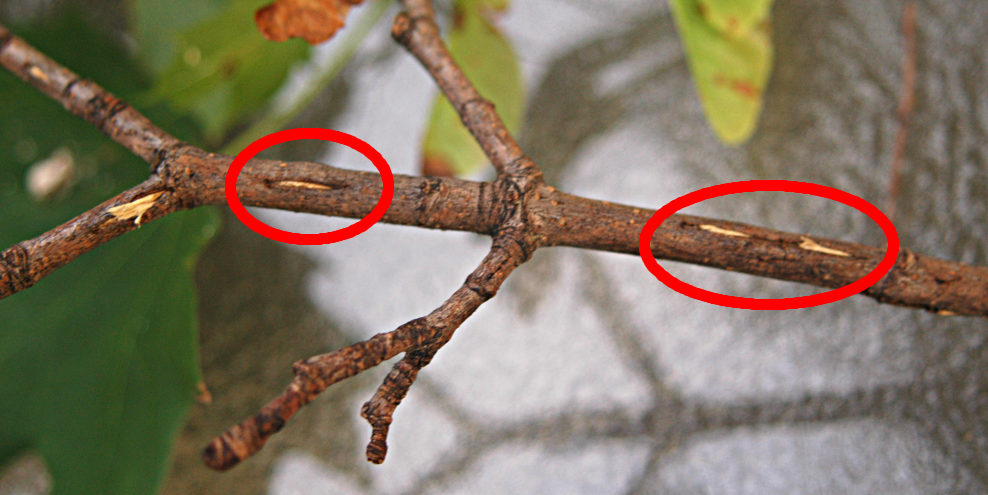
Яйця періодичних цикад у розрізах кори

Після парування самець швидко слабшає і вмирає. Життя самиць дещо довше: вони роблять від 6 до 20 V-подібних розрізів в корі молодих лозин, де відкладають до 600 яєць. Незабаром після цього самиця також гине. Після 6-10 тижнів із яєць з'являються новонароджені личинки, що закопуються у землю, де вони оселяються в норах та починають новий 13 або 17-річний цикл. Мертві тіла періодичних цикад розкладаються на землі, забезпечуючи ресурси поживних речовин для мешканців лісу.